# 2015년 넥센 히어로즈 시즌
2015년 넥센 히어로즈 시즌은 넥센 히어로즈가 KBO 리그에 참가한 6번째 시즌으로, 우리 히어로즈, 서울 히어로즈 시절까지 합하면 8번째 시즌이다. 염경엽 감독이 팀을 이끈 3번째 시즌이며 이택근이 주장을 맡았다. 팀은 10팀 중 정규시즌 4위에 오르며 포스트시즌에 진출했다. 이후 와일드카드 결정전에서 SK 와이번스를 1경기 만에 탈락시키고 준플레이오프에 진출했으나, 준플레이오프에서 1승 3패로 두산 베어스에게 져 탈락했다.

## 코치
- 이강철, 심재학, 홍원기, 정수성, 최만호, 박승민, 손혁, 박철영

## 타이틀
- 프리미어 12 금메달: 조상우, 박병호
- 일구상 최고타자상: 박병호
- 한은회 최고의 선수상: 박병호
- 조아제약 프로야구대상 최고타자상: 박병호
- 동아스포츠대상 프로야구 올해의 선수: 박병호
- ADT캡스플레이어 대상: 유한준
- ADT캡스 수비상: 박병호 (1루수), 김민성 (3루수), 유한준 (우익수)
- 3월 한국갤럽 선정 가장 좋아하는 국내 프로야구 선수: 박병호 (4위)
- 7월 한국갤럽 선정 가장 좋아하는 국내 프로야구 선수: 박병호 (2위)
- 오마이스포츠 선정 팀 창단 10주년 기념 베스트 라인업: 조상우 (중간계투), 박동원 (포수), 박병호 (1루수), 유한준 (우익수)
- 올스타 선발: 김하성 (유격수), 김민성 (3루수), 유한준 (외야수)
- 올스타전 추천선수: 손승락, 조상우, 박동원, 윤석민
- 와일드카드 결정전 MVP: 스나이더
- SPORTS KU 선정 고려대학교 올스타 라인업: 이택근 (중견수)
- 컴투스프로야구2022 타이틀홀더 라인업: 박병호 (1루수), 유한준 (우익수)
- 컴투스프로야구 10년대 올스타: 유한준 (우익수)
- 컴투스프로야구 선정 메이저리거 라인업: 박병호
- 컴투스프로야구 벤치클리어링 라인업: 서건창 (2루수)
- 컴투스프로야구매니저 에이스 카드: 밴헤켄 (좌완 선발투수), 나이트 (우완 선발투수), 한현희 (중계투수), 손승락 (마무리투수), 강귀태 (포수), 박병호 (1루수), 서건창 (2루수), 강정호 (유격수), 김민성 (3루수), 이택근 (외야수)
- 안타: 유한준 (188)
- 2루타: 유한준 (42)
- 홈런: 박병호 (53)
- 루타: 박병호 (377)
- 타점: 박병호 (146)
- 선발등판: 밴헤켄 (32)
- 멀티히트: 유한준 (62)
- 수비이닝: 김하성 (1209.1)
- 견제아웃: 피어밴드 (13)
- 풋아웃: 박병호 (1113)

### 퓨처스리그
- 아시아 윈터 베이스볼 리그 3위: 임지열
- 플레이어스 초이스 어워드 퓨처스리그 우수선수상: 임지열
- 퓨처스 올스타전 우수타자상: 송성문
- 퓨처스 올스타: 구자형, 김정인, 송성문, 허정협
- 2루타: 허정협 (29)
- 중부리그 타석: 허정협 (348)
- 중부리그 타수: 허정협 (288)
- 중부리그 홈런: 허정협 (19)
- 중부리그 장타율: 허정협 (0.635)

## 선수단
- 선발투수: 밴헤켄, 피어밴드, 송신영, 금민철, 김상수
- 구원투수: 조상우, 한현희, 양훈, 김세현, 마정길, 정회찬, 이정훈, 하영민, 김태훈, 김대우, 이상민, 김택형
- 마무리투수: 김정인, 김건태, 구자형, 문성현, 배힘찬, 손승락, 오주원
- 포수: 박동원, 김재현, 유선정
- 1루수: 박병호, 유재신
- 2루수: 서건창, 서동욱, 김지수
- 유격수: 김하성
- 3루수: 김민성, 윤석민, 장시윤, 송성문, 장영석
- 좌익수: 고종욱, 박헌도, 강지광
- 중견수: 이택근, 김민준
- 우익수: 유한준, 스나이더, 허정협, 문우람
- 지명타자: 홍성갑, 임병욱, 이성열

## 특이 사항
- 팀은 구단 사상 최초로 시범경기 1위를 차지했다.
- 이상민은 후반기 9이닝 당 27개의 홈런을 허용하여 2013년 이후 KBO 리그 단일 시즌 후반기 최다 기록을 세웠다.
- 박병호는 역대 단일 시즌 최다 루타(377), 최다 타점(146), 최고 WPA(7.82)를 기록했다.
- 박병호는 2013년 이후 KBO 리그 단일 시즌 최다 수비기회(1219), 풋아웃(1114)을 기록했다.
- 박병호는 포심 장타율 0.957로 2013년 이후 규정 타석 충족 타자 중 단일 시즌 최고 기록을 세웠다.
- 박동원이 포수로 있을 때 투수들의 폭투가 유독 많이 일어난 탓에 박동원은 2013년 이후 단일 시즌 투수의 폭투를 가장 많이(65회) 겪은 포수가 되었다.
- 김정인은 이 시즌까지 통산 피OPS 0.000으로 KBO 리그 역대 10대 투수 최저 기록을 세웠다.
- 허정협은 이 시즌 1군에 데뷔하여 KBO 리그 역대 1군 출전 선수 중 최초의 서울문화예술대학교 출신 타자가 되었다.
- 팀은 SK 와이번스와 KBO 리그 역대 최초의 와일드카드 결정전을 치렀고, 여기서 승리하여 KBO 와일드카드 결정전의 첫 승리 팀이 되었다. 한현희는 KBO 와일드카드 결정전의 1호 승리투수가 되었다.
- SK 와이번스와 KBO 리그 사상 최초의 와일드카드 결정전을 치른 만큼 많은 최초 기록을 썼다. KBO 리그 와일드카드 결정전 사상 밴헤켄은 첫 등판과 폭투, 김하성은 첫 2루타, 고종욱은 첫 도루와 볼넷 출루, 박동원은 첫 안타와 포일, 유한준은 첫 타점, 박병호는 첫 도루 실패, 한현희는 첫 승리의 주인공이 되었다. 참고로 박병호의 도루 실패와 관련해 넥센 히어로즈에서 신청한 비디오 판독이 최초의 비디오 판독이었다.
- 이 시즌에 팀은 총 304개의 2루타를 쳐 단일 시즌 팀 최다 2루타 기록을 세웠다.
- 목동 야구장이 팀의 홈구장으로 사용된 마지막 시즌이다.
- 피어밴드는 견제로 주자를 총 13번 잡아내 2013년 이후 KBO 리그 역대 단일 시즌 최다 기록을 세웠다. 참고로 이 13번은 모두 1루에서의 견제사였다.
- 2016 신인드래프트에서 1차 지명으로 포수 주효상을 지명하여 주효상은 구단 사상 첫 1차 지명 포수가 되었다.

## 같이 보기
- 2020년 키움 히어로즈 시즌